# Ghulewadi
Ghulewadi é uma vila no distrito de Ahmadnagar, no estado indiano de Maharashtra.

## Demografia
Segundo o censo de 2001, Ghulewadi tinha uma população de 19,371 habitantes. Os indivíduos do sexo masculino constituem 55% da população e os do sexo feminino 45%. Ghulewadi tem uma taxa de literacia de 72%, superior à média nacional de 59.5%: a literacia no sexo masculino é de 76% e no sexo feminino é de 66%. Em Ghulewadi, 13% da população está abaixo dos 6 anos de idade.